# (16279) 2000 KJ23
(16279) 2000 KJ23 es un asteroide perteneciente al cinturón de asteroides, descubierto el 28 de mayo de 2000 por el equipo del Lincoln Near-Earth Asteroid Research desde el Laboratorio Lincoln, Socorro, Nuevo México.

## Designación y nombre
Designado provisionalmente como 2000 KJ23.

## Características orbitales
2000 KJ23 está situado a una distancia media del Sol de 3,097 ua, pudiendo alejarse hasta 3,455 ua y acercarse hasta 2,738 ua. Su excentricidad es 0,116 y la inclinación orbital 2,389 grados. Emplea 1990,37 días en completar una órbita alrededor del Sol.
Los próximos acercamientos a la órbita de Júpiter ocurrirán el 16 de agosto de 2034, el 9 de octubre de 2084 y el 19 de junio de 2094.
Pertenece a la familia de asteroides de (24) Themis.

## Características físicas
La magnitud absoluta de 2000 KJ23 es 13,11. Tiene 11,765 km de diámetro y su albedo se estima en 0,051.